# Трансмиссивные болезни
Трансмиссивные болезни (лат. transmissio «перенесение на других») — заразные болезни, возбудители которых передаются кровососущими членистоногими (насекомыми и клещами).
Трансмиссивные болезни включают более 200 нозологических форм, вызываемых вирусами, бактериями, риккетсиями, простейшими и гельминтами. Часть из них передаётся только с помощью кровососущих переносчиков (облигатные трансмиссивные болезни, например сыпной тиф, малярия и др.), часть различными способами, в том числе и трансмиссивно (например, туляремия, заражение которой происходит при укусах комаров и клещей, а также при порезах в процессе снятия шкурок с больных животных).

## Переносчики
В передаче возбудителей трансмиссивных болезней участвуют специфические и механические переносчики.
В специфических переносчиках возбудитель либо размножается и накапливается (например, вирусы в теле клещей), либо созревает до инвазионной стадии (например, личинки филярий в комарах, мошках, слепнях, малярийные плазмодии в теле комаров). Как размножение, так и развитие возбудителей в теле специфических переносчиков может происходить только при достаточно высокой, строго определённой температуре для каждой пары паразит — переносчик. Так, половое размножение, или спорогония, возбудителя трёхдневной малярии продолжается 19 дней при 20 °C и 6½ дней при температуре 30 °C, и только после этого в слюнных железах переносчика появляется инвазионная стадия паразита — спорозоит.
В организме механических переносчиков возбудители не развиваются и не размножаются. Попавший на хоботок, в кишечник или на поверхность тела механического переносчика возбудитель передается непосредственно (при укусе) либо путём контаминации ран, слизистых оболочек хозяина или пищевых продуктов. Самыми распространенными механическими переносчиками являются мухи семейства Muscidae, которые известны как переносчики вирусов, бактерий, простейших, гельминтов.

## Характеристика переносчика и механизм передачи возбудителя
Членистоногие добывают кровь непосредственно из проколотого капилляра (комары) или из гематомы, образующейся в тканях в результате разрыва капилляров режуще-колющим аппаратом (мухи цеце, клещи). Укол членистоногого сопровождается введением в ранку слюны, которая предупреждает свертывание крови. Слюна многих клещей обладает анестезирующим действием, благодаря чему процессы прикрепления клеща к коже человека и кровососания оказываются безболезненными. Слюна же вшей, слепней, мошек и москитов, попадающая в кожу при укусе, вызывает сильный зуд и патологические изменения в коже.
Как развитие, так и размножение возбудителя в организме специфического переносчика может происходить только при достаточно высокой, строго определенной температуре для каждой пары паразит — переносчик. Так, самка комара, насосавшаяся крови больного желтой лихорадкой, становится заразной через 4 дня при температуре 30 °C и 20 дней — при температуре 23 °C.

## Область распространения и особенности эпидемиологии
Ареал трансмиссивных болезней выходит за границы области распространения хозяев возбудителя. Обычно ареал трансмиссивных болезней меньше ареала переносчика, так как для развития возбудителя в организме переносчика, как правило, требуется более высокая температура, чем для жизнедеятельности переносчика. Так, комары Anopheles распространены до северного полярного круга, однако очаги малярии никогда не формировались севернее 64° с.ш. Лишь в тех немногих случаях, когда переносчик стал постоянным паразитом человека, распространяемая им болезнь может приобрести повсеместное распространение, например сыпной эпидемический и вшиный возвратные тифы. Случаи трансмиссивных болезней, выявляемые за пределами области распространения переносчиков их возбудителей, являются всегда завозными для этих территорий. Для окружающих они представляют опасность лишь в исключительных случаях, например при чуме. Характерной особенностью эпидемиологии трансмиссивных болезней является их строгая сезонность, совпадающая с сезоном высокой численности и активности переносчиков, а также температурой воздуха, достаточной для развития и размножения возбудителя в теле переносчика. В умеренном поясе сезонность менее выражена и наряду с температурой окружающей среды определяется также осадками. Сезонность заболеваемости природно-очаговыми трансмиссивными болезнями находится в прямой связи с интенсивностью контакта людей с переносчиками на территории природного очага и при ряде болезней совпадает с временем сезонных работ (лесозаготовительных работ, охоты, сбора ягод, грибов и др.).

## Профилактика
Профилактика большинства трансмиссивных болезней проводится путём уменьшения численности переносчиков. С помощью этих мероприятий в СССР удалось ликвидировать такие трансмиссивные антропонозы, как вшиный возвратный тиф, москитная лихорадка, городской кожный лейшманиоз. При природно-очаговых трансмиссивных болезнях нередко более эффективными являются мероприятия по снижению численности резервуара — диких животных — источников возбудителей (например, грызунов при чуме и пустынном кожном лейшманиозе); применение защитной одежды и репеллентов, в ряде случаев — вакцинация (например при туляремии, желтой лихорадке); и химиопрофилактика (например, при сонной болезни). Большое значение имеют проведение мелиоративных работ, создание вокруг населённых пунктов зон, свободных от диких грызунов и переносчиков возбудителей трансмиссивных болезней.